# Hämäläinen
Hämäläinen var Finlands femte största släktnamn 1992, och 2008 är det sjätte största efternamnet (19.436). Ursprungligen är det ett namn för människor som flyttat från Tavastland till Karelen, Savolax, Österbotten eller annorstädes (mer sällan). Namnet betyder just "tavast".
På 1500-talet återfanns Hämäläinen överallt i Savolax, Viborgs län och Kexholms län, på 1600-talet i Österbotten och Kajanaland. 

## Personer med efternamnet Hämäläinen
- Albert Hämäläinen
- Eduard Hämäläinen
- Erik Hämäläinen
- Helvi Hämäläinen
- Jesu Hämäläinen
- Kalevi Hämäläinen
- Karo Hämäläinen
- Kasper Hämäläinen
- Kauko Hämäläinen
- Marja-Liisa Hämäläinen
- Nicholas Hämäläinen
- Niilo Hämäläinen
- Pentti Hämäläinen
- Rauno Hämäläinen
- Sirkka Hämäläinen
- Stefan Hämäläinen
- Tapio Hämäläinen
- Timo Hämäläinen
- Väinö Hämäläinen